# Zeiseho sůl
Zeiseho sůl je chemická sloučenina názvu trichloro-(η2-ethylen)platnatan(-2) draselný (K[PtCl3(C2H4)].H2O). Na atom centrálního kovu (platiny) jsou vázány ligandy vícestředovou haptickou vazbou.
Je to organokovová sloučenina s patnácti valenčními elektrony a jedním nepárovým elektronem. S draselným kationtem vytváří komplex iontové povahy.

## Syntéza
Dehydratací ethanolu vzniká ethylen, který reaguje s tetrachlorplatnatanem draselným na Zeiseho sůl. Platina má koordinační číslo rovno čtyřem, z čehož jsou tři Cl− ligandy. Čtvrtým ligandem je ethylen, na který se platina váže haptickou vaznou η2.
K2PtCl4 + C2H4 + H2O → K[PtCl3(C2H4)].H2O + KCl